# Värsjö småkyrka
Värsjö småkyrka (også Skånes Värsjö Kyrka) er en lille kirke i Skånes Värsjö i Örkelljunga kommun. Kapellet er opført i træ i 1930 af frivillig arbejdskraft.